# 海因里希·施密特加尔
海因里希·施密特加尔（1985年11月20日—，西里尔字母：Генрих Шмидтгаль，罗马化: Genrikh Shmidtgal），生于哈萨克苏维埃社会主义共和国城市伊塞克，哈萨克斯坦的德意志人。目前效力于德国足球甲级联赛球队菲尔特。